# Honertseifen und Heinborn
Koordinaten: 50° 21′ 15″ N, 6° 28′ 11″ O
Das Naturschutzgebiet Honertseifen und Heinborn liegt auf dem Gebiet der Gemeinde Dahlem im Kreis Euskirchen in Nordrhein-Westfalen.
Das aus fünf Teilflächen bestehende Gebiet erstreckt sich südwestlich des Kernortes Dahlem und westlich von Kerschenbach, einer Gemeinde im Landkreis Vulkaneifel in Rheinland-Pfalz. Nördlich des Gebietes verläuft die B 421 und südlich die Kreisstraße K 64 A, nordwestlich erstreckt sich der 27 ha große Kronenburger See, westlich und südlich verläuft die Landesgrenze zu Rheinland-Pfalz.

## Bedeutung
Das etwa 37,8 ha große Gebiet wurde im Jahr 2001 unter der Schlüsselnummer EU-076 unter Naturschutz gestellt. Schutzziele sind
- die Erhaltung eines reich strukturierten Tales mit naturnahem Bachlauf und naturnahem Uferbewuchs,
- Extensivierung der Grünlandnutzung,
- die Erhaltung der vielfältigen Landschaftsstrukturen und Schutz der Hecken und Feldgehölze vor der intensiven Beweidung,
- die Erhaltung von stark im Rückgang begriffenen Pflanzengesellschaften (Borstgrasrasen und Feuchtheide) durch Pflege der meist degenerierten Bestände und
- die Erhaltung und Pflege der als Vernetzungsbiotop bedeutenden Hecken.[2]